# TRAIL
Pour les articles homonymes, voir Trail.
TRAIL  (tumor-necrosis-factor related apoptosis inducing ligand) est le nom d'une cytokine de 32 509 daltons connue pour être capable d'induire l'apoptose. Son gène est situé sur le chromosome 3 humain en position 3q26. 

## Histoire
TRAIL fut identiﬁé pour la première fois par Wilsey et son équipe en 1995 et décrit pour induire une mort de type apoptotique de diverses cellules cancéreuses. Cette découverte fait suite à celle du TNF, une cytokine de la même famille découverte en 1975 par Carswell et son équipe.

## Structure
TRAIL est produit sous la forme dʼune protéine transmembranaire de type 2 de 281 acides aminés. Elle possède un domaine commun à la famille du TNF portant la fonction cytokinique à lʼextérieur de la cellule. Ce domaine peut être clivé par des protéases à cystéine permettant la libération dʼune forme soluble et fonctionnelle d'environ 20 kDa. TRAIL présente une activité optimale sous sa forme homotrimérique dont la conformation et la stabilité dépendent de la présence dʼun atome de zinc, ce qui est un élément la différenciant des autres membres de la famille du TNF. 

## Physiologie
TRAIL est principalement exprimé par des cellules de lʼimmunité innée ou adaptative dont les cellules NK, les lymphocytes T ou les macrophages et leurs confère une activité anti-tumorale. Sa production est induite par les cytokines pro-inflammatoires de type interféron, en particulier l'IFN-γ,. TRAIL possède une grande spécificité pour les cellules cancéreuses, ce qui en fait une piste prometteuse de traiter le cancer en réduisant les effets secondaires. En effet, cette protéine n’induit la mort de fibroblastes humains que lorsque ceux-ci sont immortalisés puis transformés par l’oncogène Ras. L'origine de la protection des cellules saines dont bénéficie les cellules saines en comparaison des cellules cancéreuses n'est pas encore pleinement identifié. Cependant, celle-ci impliquerait l'expression de protéines favorisant la survie, telles que c-FLIP ou XIAP. TRAIL possède également un rôle en tant que régulateur de l'immunité par son rôle dans le déclenchement de l'apoptose de certaines populations leucocytaires, modulant à la baisse la réponse immunitaire.

## Mode d'action
TRAIL est capable de se lier à 5 récepteurs (TRAIL-R1/DR4, TRAIL-R2/DR5, TRAIL-R3/DcR1, TRAIL-R4/DcR2 et l'OPG). La liaison de TRAIL sur les récepteurs de mort TRAIL-R1 et TRAIL-R2 induit une multimérisation des récepteurs et des ligands ainsi que le recrutement de la protéine adaptatrice FADD et des pro-caspases initiatrices 8 et 10, pour constituer la plateforme d'activation des caspases appelé DISC (death-inducing signaling complex). Ce complexe permet le rapprochement et l'activation par auto-clivage des pro-caspases conduisant à la mort de la cellule par activation de la caspase 3 (voie extrinsèque).
Cette signalisation est régulée à la membrane par les récepteurs TRAIL-R3 et TRAIL-R4 dont la liaison à TRAIL n'induit pas de signal apoptotique et favorise la survie par un effet de compétition. Au niveau du DISC, le recrutement de la protéine FLIP, inhibe fortement l'activation des caspases initiatrices et le déclenchement de l'apoptose.
Le signal apoptotique peut être amplifié par l'activation de la voie mitochondriale (voie intrinsèque) via le clivage de Bid par les caspases initiatrices 8 et 10. Il en résulte l'activation de Bax et de Bak, la perforation de la membrane mitochondriale, le relargage de nombreux facteurs pro-apoptotiques tels que le cytochrome c, Smac/DIABLO, OMI/HtrA2, AIF, l'endoculéase G, ce qui induit l'amplification du signal apoptotique.

## Régulation
Le signal apoptotique de TRAIL est régulé à plusieurs niveaux :
- à l'extérieur de la cellule par la présence d'un récepteur à TRAIL exprimé à l'extérieur des cellules, l'ostéoprotégérine (OPG) ;
- au niveau de la membrane par ces récepteurs TRAIL-R3/DcR1 et TRAIL-R4/DcR2, dits antagonistes car ils se lient à TRAIL sans induire de signal apoptotique ;
- au niveau du DISC, notamment par la présence de l'inhibiteur des caspases initiatrices 8 et 10, c-FLIP, ou par la modification inhibitrice des caspases
- enfin, par l'inhibition et la modification des caspases effectrices 3 et 7 par les membres de la famille des IAP dont XIAP.

## Cible thérapeutique
Des molécules se fixant sur les récepteurs au TRAIL sont en cours de test, dont la dulanermine.